# Pedro Báez
Pour les articles homonymes, voir Baez.
Pedro Alberys Báez De La Cruz (né le 11 mars 1988 à Baní, République dominicaine) est un lanceur de relève droitier des Ligues majeures de baseball jouant avec les Astros de Houston. Joueur de troisième but dans les ligues mineures, il devient lanceur en 2013, un an avant de faire ses débuts pour les Dodgers.

## Carrière

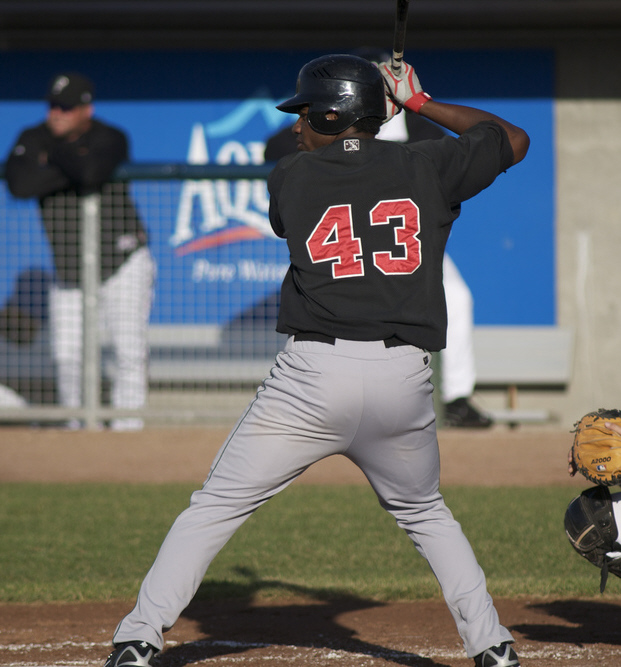
Pedro Báez, alors joueur de position, frappe en 2008 pour les Great Lakes Loons.

Pedro Báez signe son premier contrat professionnel en 2007 avec les Dodgers de Los Angeles alors qu'il est un jeune joueur de troisième but qui s'attire initialement des comparaisons avec une des vedettes de cette positions, son compatriote Adrián Beltré. Toutefois, ses limites en offensive deviennent vite apparentes et sa moyenne au bâton dépasse à peine la ligne de Mendoza aux plus hauts niveaux des ligues mineures. Profitant d'une année où peu de bons joueurs de troisième but évoluent en Southern League, il est invité au match d'étoiles de cette ligue en 2012 comme représentant des Lookouts de Chattanooga, même si sa moyenne au bâton n'est que de ,250 à la mi-saison.
En 2013, les Dodgers décident de convertir Báez en lanceur . Il fait ses débuts dans ce rôle avec le club-école de niveau Double-A de la franchise à Chattanooga et y amorce la campagne suivante. Rappelé des mineures, Pedro Báez fait ses débuts dans le baseball majeur comme lanceur de relève pour Los Angeles le 5 mai 2014 face aux Nationals de Washington.